# 吳奔星
吳奔星（1913年6月—2004年4月20日），笔名东方亮、欧阳镜，湖南安化人，中国现代诗人。他與李章伯在北平創辦詩歌雜誌《小雅詩刊》，又發表不少詩作在《菜花詩刊》、《詩誌》、《新詩月刊》等詩歌雜誌上，創導新詩現代化、民族化，在海內外學界享有很高聲望。吳先生對「究竟怎樣迎接‘明天’的新詩」作了三點小結：

「第一，從傳統看，詩的形式併無時代性，是可以繼承發展的。因此，今天的詩人用舊體詩詞的形式，反映現實生活，表達思想感情，並不奇怪，無須加以排斥和反對。第二，從傳統看，詩的形式併無國別性，是可以互相引進、互相交流的。我們從“五四”前夕開始移植西洋詩，促使新詩的成長，是無可非議的。第三，從傳統看，詩的形式是從無到有，由少到多的。因而，以時更新，不斷創造，是新詩發展的必然要求，是不容任何人的主觀意志所左右的。為了“明天”的詩壇能出現一種或多種足以代表我們偉大時代的詩歌形式，我們應該在傳統上、形式上，採取兼容併包的方針，既不數典忘祖，也不排斥“拿來”。認真繼承“昨天”的成果，總結“今天”的成就與失誤，迎取“明天”的創造，應是社會主義詩歌的發展道路。」(見「中國現代詩人論‧序言」，《新詩的昨天、今天和明天》)

他也是魯迅研究專家，中國現代文學史家，曾任中國現代文學研究會顧問，全國魯迅研究會顧問，中國作協詩歌學會理事，江蘇省作協顧問。

## 生平
北京師範大學國文系畢業。早年參加湖南農民運動、「一二·九」學生運動。他先後在桂林師範學院、国立武漢大學、江蘇師範学院、南京師範大學等高校任研究員、教授。
他於1957年被劃為右派，下放徐州師範學院「戴帽」任教，1982年獲得平反，重返南京師範大學中文系任教。

## 著作
- 文學創作：《暮靄》、《春焰》、《都市是死海》、《奔星集》、《人生口哨》、《吳奔星新舊詩選》
- 文學理論及文學史：《茅盾小說講話》、《文學風格流派》、《中國現代詩人論》、《詩美鑒賞學》、《虛實美學新探》《中國新詩鑒賞大辭典》(主編)、《試論「新月詩派」》(在1980年2月的《文學評論》上發表)